# Sommariva Perno
Pour les articles homonymes, voir Sommariva.
Sommariva Perno est une commune italienne de la province de Coni, dans la région Piémont.

## Histoire
Ville importante par sa position stratégique à la croisée de voies de communication, Sommariva Perno fut souvent sous le contrôle de villes comme Alba ou Asti. Autour du village, sous les rues principales, s’élevaient quatre autres villages, dont, aujourd’hui, il ne reste rien, sauf quelques squelettes que l’on a retrouvés et l’église dite de la  Madonna di Tevoleto, dont le nom provient de l’ancien Thevoletum.
Entre les XIVe et XVe siècles, le village devient une commune libre. Après des va-et-vient qui virent la cité passer des Savoie aux villes d’Asti et d’Alba, en 1621, le marquis Conreno Roero laissa, par testament, la ville de Sommariva aux Savoie.
La véritable histoire du village tourne autour de son château, acheté par Victor-Emmanuel II de Savoie pour recevoir la comtesse Rosa Vercellana, plus communément appelée la Bela Rosin (« la belle Rosine »).
La comtesse arriva en 1859 dans le château reconstruit par le roi et transformé en un austère palais du XIXe siècle. L’édifice, dont le nom est cité depuis 1153, cœur véritable du petit village, vit le roi  plusieurs fois, et là se sont écrites d’importantes pages du Risorgimento italien.

## Curiosités
Le nom de Sommariva semblerait venir de Summaripae, (au sommet de la rive, de la colline). Perno pourrait être une contraction de Paternum, mot très fréquent dans les legs et les testaments. Mais de nombreux historiens ne sont pas sûrs de ce toponyme. 
À Sommariva Perno est conservé le texte original, daté de 1859, du roi  Victor-Emmanuel II avec le célèbre « Cri de Douleur », Grido di Dolore

## Administration
| Période                                  | Période | Identité         | Étiquette | Qualité |
| ---------------------------------------- | ------- | ---------------- | --------- | ------- |
|                                          |         | Mario Bertolusso |           |         |
| Les données manquantes sont à compléter. |         |                  |           |         |

### Hameaux
Valle Rossi, San Giuseppe, Villa

### Communes limitrophes
Baldissero d'Alba, Corneliano d'Alba, Monticello d'Alba, Pocapaglia, Sanfrè, Sommariva del Bosco